# سعادت‌آباد وسط
سعادت‌آباد وسط، روستایی از توابع بخش سیدان شهرستان مرودشت در استان فارس ایران است.

## جمعیت
این روستا در دهستان رحمت قرار دارد و براساس سرشماری مرکز آمار ایران در سال ۱۳۸۵، جمعیت آن ۴۷۲ نفر (۱۲۱خانوار) بوده‌است.